# باربورا سئیلووا
باربورا سِـئیلووا (چکی: Barbora Seidlová؛ زادهٔ ۲۳ مهٔ ۱۹۸۱) یک هنرپیشه اهل جمهوری چک است. وی دانش‌آموختهٔ دانشکده تئاتر آکادمی هنرهای نمایشی پراگ است.
از فیلم‌هایی که وی در آن‌ها نقش داشته است، می‌توان به هاول (فیلم) و ۲۴ اشاره نمود.